# Grande Atlantico
Grande Atlantico è una nave della compagnia statunitense Atlantic Container Line (meglio nota con la sigla ACL) del Gruppo Grimaldi (Napoli), costruita dalla Fincantieri presso il cantiere navale di Palermo, in Italia.

## Navi gemelle
- Grande Africa
- Grande Argentina
- Grande Amburgo
- Grande America
- Grande Brasile
- Grande Buenos Aires
- Grande Francia
- Grande Nigeria
- Grande San Paolo